# خوان أندريس ميخيا
خوان أندريس ميخيا (بالإسبانية: Juan Andrés Mejía) هو سياسي فنزويلي، ولد في 30 مايو 1986 في كاراكاس في فنزويلا.